# Plato (Magdalena)
Plato es un municipio del departamento del Magdalena, ubicado en la ribera oriental del río Magdalena. Este municipio es el principal centro económico y comercial de la Subregión Centro Magdalenense; Además, del ser el más poblado de toda esta subregión. 
El municipio de Plato posee una privilegiada posición geográfica a orillas del río Magdalena y en su territorio se encuentra gran parte del Complejo Cenagoso de Zarate, Malibú y Veladero, considerado como el segundo más importante del país. Con sus 1.500,04 km², es el segundo ente territorial más grande por kilómetro cuadrado del Magdalena superado solo por Santa Marta.

## Toponimia
Inicialmente llevó por nombre: Villa Concepción de la Plata; en honor a la Inmaculada Concepción. Con el transcurrir del tiempo el nombre se resumió en el término masculino Plato, en vez de "Plata".

## Vías de comunicación
- Terrestre

Se encuentra a orillas de la Ruta del Sol III, en la llamada Transversal de los Contenedores (Este tramo vial comunica a El Carmen de Bolívar con Valledupar).
- Fluvial:

El Río Magdalena atraviesa el territorio de Plato por alrededor de 49 kilómetros que lo comunican con los municipios ribereños de los departamentos de Cesar, Bolívar y Atlántico. Por citar a los más cercanos, entre ellos El Banco, Mompós, Magangué, Santa Ana,Tenerife, Calamar, Cerro de San Antonio, Pedraza, Sitionuevo y la ciudad de Barranquilla. En trayectos más largos se puede llegar hasta las ciudades de Gamarra, Barrancabermeja, Puerto Berrio y otros municipios importantes del Magdalena Medio.
- Aéreo:

Cuenta con el Aeropuerto Las Mercedes. Ubicado al norte de la cabecera municipal, muy cerca a la Transversal de Los Contenedores.

## Historia
De la tribu Chimila, hacían parte indios que llamaban Alcaholados y Pintados, en el complejo cenagoso de Zárate; región del cacique Zárate, jefe supremo de las tribus indígenas que usaban pintura corporal de achiote. Fueron esos indígenas los que años más tarde se ubicaron sobre el caño Las Mujeres (Orilla contraria donde se levanta el actual Plato); allí fundaron “Plato Viejo”, nombre en honor a un hijo del cacique Zárate.
Desde el año de 1569, cuando la Comunidad Franciscana fundó el Convento de San Buenaventura de Tenerife; vecinos de esta población, venían haciendo penetraciones en el territorio plateño, con el fin de explotar las haciendas y adoctrinar los Pintados. Los Pintados, se constituían en los más racionales de la nación Chimila y con ellos fue fácil la evangelización por parte de los españoles. Vivían con sujeción a la ley, tenían cárcel y prisiones para los malhechores. Al embriagarse se recogían a dormir tranquilos y quien no lo hiciera era obligado por su autoridad. Mantenían sus iglesias limpias, trabajaban la boga en el río y sacaban Bálsamo de Tolú. En la región habitaban los indígenas Chimilas, que desde mucho antes de la llegada de los europeos habían establecido varios poblados, los principales en Zárate y Oristuna. 
En esas visitas frecuentes que hacía la Comunidad Franciscana a Plato, el párroco de Tenerife Fray José Nicomedes De Fonseca y Meza, un 8 de diciembre de 1626, día que se celebraba una misa, bautizó a la población indígena como “Villa Concepción de la Plata”, nombre en honor a la Virgen de la Concepción, por ser ese su día de fiesta.
Años después, el Virrey Sebastián Eslava, comisiona al Maestro de Campo de la Provincia de Santa Marta, José Fernando de Mier y Guerra, para asegurar el dominio del territorio y cumplir la orden de concentrar la población libre "arrochelada" que se había dispersado por montes y serranías; además, de reducir a los indios Chimilas. La tarea que culmina el 2 de febrero de 1754, cuando en compañía de 106 vecinos, refunda la población a la cual le dio el nombre de “Villa de la Concepción de la Plata”. Con el transcurrir del tiempo el nombre del pueblo se resumió en el término masculino Plato, en vez de Plata. 
Por medio de la Ordenanza n.º VII, del primero de diciembre de 1853, emanada de la Legislatura Provincial de Santa Marta, la Villa de Plato, es elevada a la categoría de Distrito Municipal. Posteriormente perteneció al Estado del Magdalena, dentro de cual pasó a formar parte de la provincia de Tenerife (Magdalena) en 1857 y del departamento de Tenerife (Estado Soberano de Magdalena) en 1864; cabe resaltar que la capital de dicha provincia y dicho departamento era El Piñon y posteriormente pasó a ser Santa Ana. Desde 1886 hace parte del departamento del Magdalena.
Francisco "Pacho" Rada, nacido en Plato (Magdalena), quien aprendió a tocar el acordeón desde temprana edad; además, se le atribuye la creación de uno de los aires del vallenato, el son. La película de 2000 El acordeón del diablo, que trata sobre la vida de este hombre, lo propone como el personaje legendario de francisco el hombre.

## Virgilio Di Filippo y el "Hombre Caimán"
Virgilio Di Filippo, partidista conservador, era oriundo de Cerro San Antonio Magdalena y como Secretario del Juzgado Municipal llegó a Plato en 1927. Fue abogado, periodista, escritor, compositor, organista, sacristán y organizador de las fiestas religiosas de la iglesia de Plato. Se casó en esta población con la profesora Clara Luz Alfaro De León, lugar donde murió.
Como buen escritor recogió de la tradición popular relatos de pescadores, quienes contaban la historia del hombre caimán, animal totémico de los Chimilas. Con base en esos chismes pueblerinos, Virgilio Di Filippo, hizo una serie de crónicas periodísticas, donde relata extraordinario acontecimiento en la década de 1940, en el diario La Prensa de Barranquilla. Cuenta cómo el joven comerciante Saúl Montenegro había recurrido a las magias de un brujo, para convertirse en caimán y de esta forma, confundido entre las tarullas, espiara las muchachas que se bañaban en el caño. A partir de entonces, empieza la Leyenda del Hombre Caimán, que se populariza con la canción que grabara José María Peñaranda, acordeonero y compositor barranquillero:
“Voy a empezar mi relato
con alegría y con afán
que en la población de Plato
se volvió un hombre caimán.”
Le toca a Edgar Elías Romanos Moisés, plateño nacido en 1948, por recomendación directa del viejo y enfermo Virgilio Di Filippo, no dejar caer la leyenda plateña. Es la razón por la cual Edgar Romanos, personifica y recorre el mundo con la vieja historia de los pescadores de Plato.

## Geografía
El Municipio de Plato tiene una superficie aproximada de 1500,04 kilómetros cuadrados que representan el 6,6% del área total del Departamento del Magdalena. A pesar de la pérdida de territorio por creación de nuevos municipios, Plato se ubica actualmente en el segundo lugar entre los 31 municipios del departamento según la extensión territorial, superado solamente por Santa Marta.
Su cabecera municipal se extiende sobre una superficie aproximada de 446 hectáreas o 4,46 km², con una población urbana de 52.468 habitantes (estimada para 2023) y una densidad de 11.683 hab/km². Los restantes 1495,58 km² conforman la superficie rural del municipio distribuida en 10 corregimientos y 5 inspecciones de policía. 
En el sector rural se destaca una inmensa extensión territorial de terrenos baldíos conocidos popularmente como “Los Playones de Plato”.

### Hidrografía
El Municipio de Plato posee el segundo más importante complejo cenagoso del país. algunos de sus caños y cuerpos de agua son los siguientes:
- Caño de Aguas Prietas
- Caño de Plato
- Caño El Cuartel
- Caño El Manglar
- Ciénaga de El Silencio
- Ciénaga de Los Ponches
- Ciénaga La Mantequera
- Ciénagas de Zárate y Malibú: el segundo complejo de ciénagas más importante de Colombia. Comprende un área de 211 km² que lo convierte en un paraíso de fauna y flora con una riqueza hídrica y piscícola. También comprende otras pequeñas ciénagas como Colorada, Guayacán, Ceiba y Catalina. Cerca a este complejo está la ciénaga de Zambrano unida por el imponente río Magdalena.
- Quebrada Chimicuica.
- Río Magdalena, 49 km de la rivera derecha de este importante río colombiano pertenecen al municipio de Plato

### Límites
| Noroeste: Tenerife | Norte: Chibolo              | Nordeste: Sabanas de San Ángel  |
| Oeste: Zambrano    |                             | Este: Nueva Granada (Magdalena) |
| Suroeste: Córdoba  | Sur: Santa Bárbara de Pinto | Sureste: Santa Ana              |

## División político-administrativa
Además, de Villa Concepción de la Plata, su cabecera municipal. Plato tiene bajo su jurisdicción los siguientes Centros poblados:

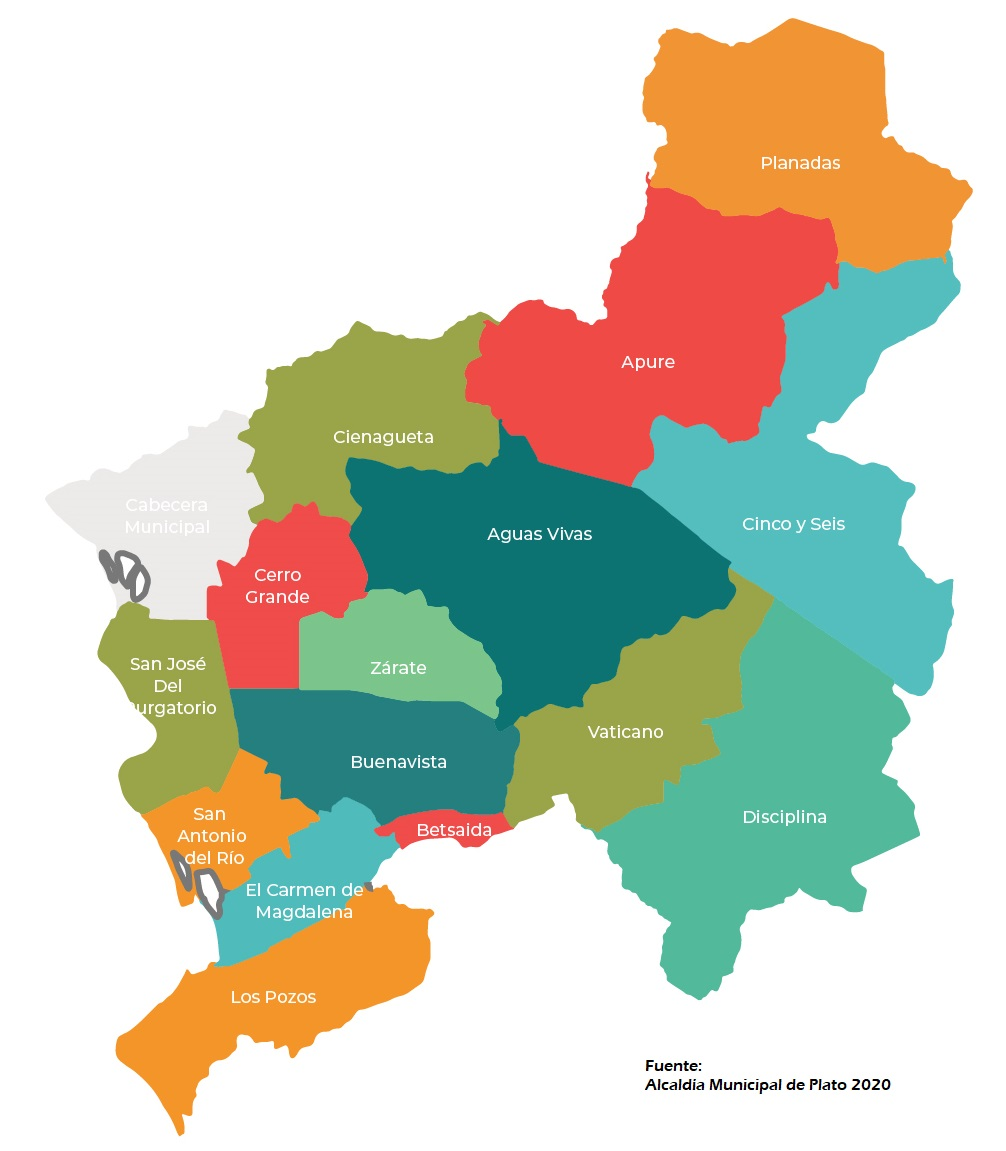
Mapa político del Municipio de Plato

- Aguas Vivas: ubicado en la parte central del municipio. Distancia de Plato: 14 km en vía terciaria. Extensión: 77.743 m². Población (aproximada): 650 habitantes.
- Apure: Apure es el centro poblado más importante y el más poblado del municipio de Plato. Está ubicado en la parte central del municipio sobre la Ruta del Sol III. Su principal actividad económica es la ganadería. Distancia de Plato: 24 km en vía pavimentada. Extensión: 230.980 m². Población (aproximada): 2.300 habitantes.
- Buenavista: ubicado en la zona occidental del Municipio a la orilla de la ciénaga de Zárate. Distancia de Plato: 22.7 km en vía terciaria. Extensión: 77.187 m². Población (aproximada): 700 habitantes.
- Carmen del Magdalena (Barbú): ubicado en la parte sur occidental del municipio al margen del río Magdalena. Basa su economía en la pesca. Distancia de Plato: 25.7 km de vía fluvial por el río Magdalena. Extensión: 182.250 m². Población (aproximada): 1.500 habitantes.
- Cerro Grande: es el centro poblado más cercano a la cabecera municipal. Tiene como principal actividad comercial la pesca. Este corregimiento se proyecta como el futuro polo de turismo en la ciénaga de Zárate. Está ubicado en la parte occidental del municipio a la orilla de la ciénaga de Zárate. Distancia de Plato: 9.5 km en vía terciaria. Extensión: 50.785 m². Población (aproximada): 450 habitantes.
- Cienagueta: ubicado en la parte central del municipio sobre la Ruta del Sol III. Distancia de Plato: 11.3 km en vía pavimentada. Extensión: 136.211 m². Población (aproximada): 150 habitantes.
- Cinco y Seis: ubicado en la parte occidental del municipio, este corregimiento está conurbado con el centro poblado El Bajo del municipio de Nueva Granada. Está ubicado sobre la Troncal de los Contenedores. Distancia de Plato: 35.9 km en vía pavimentada. Extensión: 66.173 m². Población (aproximada): 600 habitantes.
- Disciplina: ubicado en la parte sur del municipio. Distancia de Plato: 45.3 km en vía terciaria y de trochas. Extensión: 54.383 m². Población (aproximada): 700 habitantes.
- Los Pozos: ubicado en la parte sur occidental del municipio al margen del río Magdalena, es el centro poblado más al sur del municipio. Basa su economía en la pesca y agricultura. Distancia de Plato: 28.4 km de vía fluvial por el río Magdalena. Extensión: 89.045 m². Población (aproximada): 400 habitantes.
- Planadas: Ubicado en la parte nororiental del municipio, es el centro poblado más al norte del municipio. Colinda con el municipio vecino de Chibolo, basa su economía en la ganadería y la agricultura. Distancia de Plato: 46,1 km de los cuales 27,6 km son el vía pavimentada y los 18,5 km restantes son en vía terciaria y de trochas . Extensión: 24,263 m². Población (aproximada): 120 habitantes.
- San Antonio del Río: ubicado en la parte sur occidental del municipio al margen del río Magdalena. Basa su economía en la pesca. Distancia de Plato: 21.4 km de vía fluvial por el río Magdalena. Extensión: 136.912 m². Población (aproximada): 1.300 habitantes.
- San José del Purgatorio: ubicado en la parte occidental del municipio al margen del río Magdalena. Basa su economía en la pesca. Distancia de Plato:9.6 km de vía fluvial por el río Magdalena. Extensión: 110.405 m². Población (aproximada): 1.000 habitantes.
- Zárate: ubicado en la parte occidental del municipio al margen de la ciénaga homónima. Basa su economía en la pesca. Distancia de Plato: 19.3 km por carretera terciaria y a 16.7 km aproximadamente de vía fluvial por la Ciénaga de Zárate y el Caño de Plato. Extensión: 150.120 m². Población (aproximada): 1.100 habitantes.

## Educación
Plato cuenta con importantes centros de educación a nivel Técnico Profesional y Tecnológica como: 
- Servicio Nacional de Aprendizaje - SENA
- UNAD

Además algunas Universidades hacen presencia a través de sus Centros Regionales de Educación a Distancias (CREAD):
- Universidad Cooperativa de Colombia
- Universidad de Pamplona
- Universidad del Magdalena (con proyección de establecer una sede propia en la ciudad)

## Sitios turísticos
- Casa de la Cultura Joaquín Peña Villareal
- Ciénagas de Zárate y Malibú
- Edificio de La Alcaldía
- Estatua del Hombre Caimán en la "Y"
- Monumento del Caimán y Lavanderas (Parque del Hombre Caimán)
- Monumento del Hombre Caimán (Plaza Principal)
- Murales del barrio Henequén
- Parque Biosaludable de la Plateñita

## Festividades
- Fiesta de Santa Marta (29 de julio).
- Fiestas del barrio 7 de agosto (4 al 7 de agosto)
- Festival de Música Afrocaribe - Salsa en la Plaza- (Segunda semana de octubre)
- Inmaculada Concepción (8 - 15 de diciembre) Patrona del Municipio
- Festival Folclórico de la Leyenda del Hombre que se Volvió Caimán (16 - 20 de diciembre)

## Estructura organizacional municipal
| Plato        | Plato       | Plato                      |
| Departamento | Código DANE | Categoría municipal (2022) |
| ------------ | ----------- | -------------------------- |
| Magdalena    | 47555       | Sexta                      |

- Personería: Es un centro del Ministerio Público de Colombia que ejerce, vigila y hace control sobre la gestión de las alcaldías y entes descentralizados; velan por la promoción y protección de los derechos humanos; vigilan el debido proceso, la conservación del medio ambiente, el patrimonio público y la prestación eficiente de los servicios públicos, garantizando a la ciudadanía la defensa de sus derechos e intereses.

- Concejo Municipal: Es la suprema autoridad política del municipio. En materia administrativa sus atribuciones son de carácter normativo. También le corresponde vigilar y hacer control político a la administración municipal. Se regulan por los reglamentos internos de la corporación en el marco de la Constitución Política Colombiana (artículo 313) y las leyes, en especial la Ley 136 de 1994 y la Ley 1551 de 2012.

Constituido por 13 concejales por un periodo de 4 años.
- Alcaldía Municipal: En esta se encuentra la administración municipal y las entidades descentralizadas del municipio.

El Alcalde se pronuncia mediante decretos y se desempeña como representante legal, judicial y extrajudicial del municipio. El actual Alcalde municipal es Armando Campuzano (2024-2027), elegido por voto popular.
- JAL. Sin constitución alguna en los corregimientos del municipio.

### Servicios públicos
- Energía Eléctrica: Air-e, del grupo EPM, es la empresa prestadora del servicio de energía eléctrica.
- Gas Natural: Gases del Caribe es la empresa distribuidora y comercializadora de gas natural en el municipio.